# Ludwik Chałubiński
Ludwik Chałubiński (ur. 2  lub 20 sierpnia 1860 r. w Warszawie, zm. 17 lub 21 kwietnia  1933 w Zakopanem) – polski taternik, inżynier-chemik.

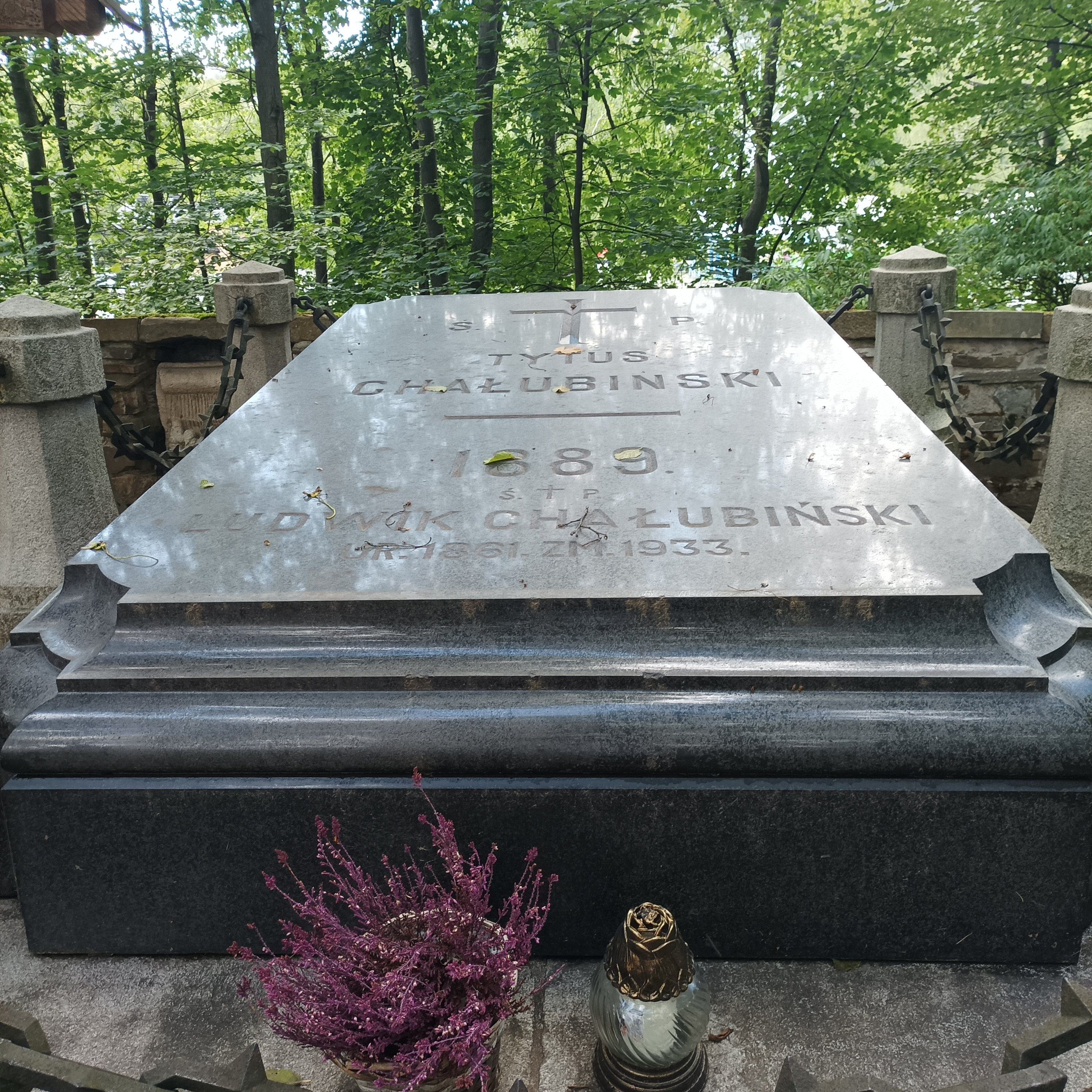
Grób Tytusa i Ludwika Chałubińskich na Cmentarzu Zasłużonych na Pęksowym Brzyzku

Syn Tytusa i Anny z Leszczyńskich. Był założycielem korporacji Arkonia. Był jednym z najlepszych taterników swoich czasów. Zaczął wędrować po Tatrach w wieku 14 lat, początkowo razem z ojcem. 19 sierpnia 1875 r. wraz z ojcem i m.in. Walerym Eljaszem wszedł na Gerlach. 28 czerwca 1877 r. wraz z Wojciechem Rojem i Maciejem Sieczką dokonał pierwszego wejścia na Mięguszowiecki Szczyt. Do ważniejszych dokonań należą także pierwsze znane wejście na Młynarza (ok. 1885), drugie wejście na Baranie Rogi (1884) i trzecie wejście na Durny Szczyt (1881). W latach 1884–1885 wspinał się również w Alpach, gdzie wszedł między innymi na Aletschhorn (wraz z Karolem Potkańskim) i na Großglockner. Został członkiem honorowym sekcji turystycznej Towarzystwa Tatrzańskiego.
Według różnych źródeł zmarł 17 lub 21  kwietnia 1933 w Zakopanem. Został pochowany na Cmentarzu Zasłużonych na Pęksowym Brzyzku w Zakopanem. Jego córka Aniela Chałubińska była znanym polskim geografem i geologiem, a syn Stefan – nauczycielem, taternikiem, przewodnikiem tatrzańskim I klasy, instruktorem narciarstwa, ratownikiem TOPR, członkiem honorowym Koła Przewodników Tatrzańskich w Zakopanem (kw. L-III-17).